# Раздольное сельское поселение
Раздо́льное се́льское поселе́ние — упразднённое муниципальное образование в составе Гурьевского района Кемеровской области. Административный центр — посёлок Раздольный.

## История
Раздольное сельское поселение образовано 17 декабря 2004 года в соответствии с Законом Кемеровской области № 104-ОЗ.

## Население
| 2010  | 2011  | 2012  | 2013  | 2014  | 2015  | 2016  |
| ----- | ----- | ----- | ----- | ----- | ----- | ----- |
| 1719  | ↗1722 | ↘1675 | ↘1623 | ↘1600 | ↘1576 | ↘1558 |
| 2017  | 2018  | 2019  |       |       |       |       |
| ↘1539 | ↘1528 | ↘1476 |       |       |       |       |

## Организация
На территории расположено расположено 6 объектов торговли, 2 почтовых отделения., Администрация Раздольнинского Сельского поселения, школа, ДК п. Раздольный, ДК д. Шанда, ДК п. Лесной, Детский сад, 1 библиотека, Раздольнинская Амбулатория.

## Состав сельского поселения
| № | Населённый пункт | Тип населённого пункта          | Население |
| - | ---------------- | ------------------------------- | --------- |
| 1 | Лесной           | посёлок                         | 283       |
| 2 | Раздольный       | посёлок, административный центр | 1193      |
| 3 | Шанда            | деревня                         | 198       |
| 4 | 20 км            | разъезд                         | 45        |